# (37474) 9618 P-L
9618 P-L (asteroide 37474) é um asteroide da cintura principal. Possui uma excentricidade de 0.14489460 e uma inclinação de 2.21218º.
Este asteroide foi descoberto no dia 17 de outubro de 1960 por Cornelis Johannes van Houten e Ingrid van Houten-Groeneveld e Tom Gehrels em Palomar.